# Il libro della giungla 2 (videogioco)
Il libro della giungla 2 è un videogioco a piattaforme, uscito in contemporanea all'omonimo film d'animazione Disney del 2003. Il videogioco è stato sviluppato dalla Disney Interactive e pubblicato dalla Ubisoft per Game Boy Advance.